# لیندا نوسکووا
لیندا نوسکووا (زاده 17 نوامبر 2004) یک تنیس باز اهل چک است. او دارای رتبه 41 انفرادی توسط انجمن تنیس زنان (WTA) است که در 28 اوت 2023 به آن دست یافته‌است، و یک رده‌بندی حرفه ای دونفره در رتبه 160 جهان در 3 اکتبر 2022 تنظیم شده‌است. در اوت 2022، او جوانترین بازیکنی شد که در بین 100 بازیکن برتر جهان و در فوریه 2023 جوانترین بازیکن در بین 50 بازیکن برتر جهان قرار گرفت. در پیست ITF، او شش عنوان انفرادی و یک عنوان دو نفره را به دست آورده‌است. بزرگ‌ترین قهرمانی او تاکنون در مسابقات 100 هزار دلاری Reinert Open در ورزمولد به دست آمد.
نوسکووا در روستای بیستریتشکا در منطقه وستین بزرگ شد. اولین تماس او با تنیس در سن هفت سالگی بود، زمانی که تمرینات خود را در والاشسکه مزیرژیچی آغاز کرد. سه سال بعد، او بازیکن تیم TK Na Dolina در ترویانوویتسه در نزدیکی فرنشتات پود رادهوشتیم شد. در سال ۲۰۱۸، او به دلیل تنیس به پرژرو نقل مکان کرد.